# Henochische Sprache
Die henochische Sprache ist eine konstruierte magische Sprache. Sie wurde angeblich seit dem 10. März 1582 in Mortlake (Middlesex, heute London Borough of Richmond upon Thames) mittels Kristallomantie dem Medium Edward Kelley (1555–1597) übermittelt. Der Mathematiker, Geograph und Alchemist John Dee (1527–1608), der damals noch als Hofastrologe und Berater der englischen Königin Elisabeth I. tätig war, notierte sie nach Kelleys Diktat, solange er sich in Trance befand. Laut Kelley sollte diese Sprache der Kommunikation Gottes mit seinen Engeln dienen. Kelley und Dee wollen sie von Engeln empfangen haben. Handschriften Kelleys über Henochisch sind ebenfalls erhalten. Die Sprache verfügt über ein individuelles Alphabet, Wortschatz und Grammatik.
Seit dem Hermetic Order of the Golden Dawn ab 1888 fand das henochische System Einzug in den Fundus magischer Praktiken.

## Ursprung
Von 1581 bis 1587 führte John Dee eine Reihe von magischen Operationen aus, deren Ziel es war, von den Engeln Gottes die Weisheiten zu erlangen, von denen er glaubte, sie seien mit den biblischen Patriarchen verloren gegangen. Im März 1582 lernte er Edward Kelley kennen, seinen einzigen Gehilfen bei diesem Vorhaben. Kelley war Rechtsgelehrter von zweifelhaftem Ruf, da er, bevor er Dee kennenlernte, wegen Betruges verurteilt worden war. Die Strafe für sein Vergehen war der Verlust der Ohren, welche ihm nach dem Prozess abgeschnitten wurden.
Während der Sitzungen schaute Kelley in eine Kristallkugel und verfiel in Trance. Diese Kristallkugel, in den Manuskripten als Schaustein bezeichnet, lag auf dem Sigillum Dei Aemeth, welches in der Mitte der Tabula Sancta platziert war. Nach den vorbereitenden Gebeten, die häufig über eine Stunde in Anspruch nahmen, stieg den Schilderungen Kelleys zufolge ein Licht aus dem Kristall und schwebte zu Edward Kelley, welcher daraufhin begann, die Nachrichten der Engel zu übermitteln. John Dee hatte vor sich mehrere Tafeln, bestehend aus 49 mal 49 Feldern, in denen einzelne Buchstaben angeordnet waren. Kelley sah in dem Kristall einen Engel, der ihm identische Tafeln zeigte und auf diesen auf die Felder deutete, um einzelne Buchstaben zu übermitteln. Die henochischen Rufe wurden auf diese Weise in langen Sitzungen übermittelt, allerdings diktierte der Engel sie rückwärts, um diese Rufe nicht schon während der Sitzungen zur Wirkung zu bringen. Die ersten vier Rufe wurden zusammen mit ihren Übersetzungen diktiert, die Rufe fünf bis achtzehn wurden danach diktiert, ihre Übersetzungen wurden von den Engeln erst einige Wochen später diktiert. In der Zeit zwischen der Übermittlung der letzten zwölf Rufe und deren Übersetzungen wurden die Namen der 91 „Teile der Erde“ und deren Bezüge zu Regionen der Erde übermittelt sowie die vier Tafeln der Elemente. Als Letztes wurde der Ruf der Æthyre übermittelt, daraufhin dessen Übersetzung und die Namen der 30 Æthyre.
Die henochische Sprache war gemäß Dee die Sprache der Engel und bis dahin unbekannt. Henoch war ein biblischer Patriarch, der verschiedenen Berichten zufolge großes Wissen direkt aus göttlicher Quelle erhielt und in den Himmel entrückt wurde, ähnlich Elija. So wurde sein Wissen nahezu gleichwertig mit dem Adams betrachtet (vor dessen Vertreibung aus dem Paradies).
Der Name Henoch war in den Köpfen der Gelehrten der damaligen Gesellschaft ein Synonym für großes okkultes Wissen. Da Henoch mit den Engeln kommunizierte und sprach, so wie auch Dee selbst dies vorgab, wurde das henochische System bekannt unter dem Namen des als Vorbild dienenden Propheten statt unter dem Namen des Menschen, der es aufzeichnete.
Dee hatte Vorbilder zum Beispiel in Giovanni Agostino Panteo, dessen diesbezügliches Buch er nachweislich studierte.

## Henochisches Alphabet
| Englisches Äquivalent | Buchstabe | Name des Buchstabens | Aussprache |
| --------------------- | --------- | -------------------- | ---------- |
| A                     |           | Un                   | /ɑ/        |
| B                     |           | Pa                   | /b/        |
| C / K                 |           | Veh                  | /k/        |
| D                     |           | Gal                  | /d/        |
| E                     |           | Graph                | /e/        |
| F                     |           | Or                   | /f/        |
| G / J                 |           | Ged                  | /dʒ/       |
| H                     |           | Na                   | /h/        |
| I                     |           | Gon                  | /iː/       |
| L                     |           | Ur                   | /l/        |
| M                     |           | Tal                  | /m/        |
| N                     |           | Drux                 | /m/        |
| O                     |           | Med                  | /oː/       |
| P                     |           | Mals                 | /p/        |
| Q                     |           | Ger                  | /q/        |
| R                     |           | Don                  | /r/        |
| S                     |           | Fam                  | /s/        |
| T                     |           | Gisg                 | /t/        |
| U / V                 |           | Van                  | /uː/, /v/  |
| X                     |           | Pal                  | /ks/       |
| Y / W                 |           | Gon (mit Punkt)      | /j/        |
| Z                     |           | Ceph                 | /z/        |

## Henochisches System

### Bestandteile
Mit der henochischen Sprache zusammen werden eine Reihe von Diagrammen, Symbolen und Tafeln genutzt. Ein spezielles Diagramm stellt dabei das Sigillum Dei Æmeth dar, welches in seiner besonderen Komplexität mehrere Tafeln und Symbole kombiniert. Die Tafeln umfassen eine große Sammlung verschiedener Tabellen, gefüllt mit Zahlen, Symbolen und hauptsächlich Buchstaben, wobei einige Tabellen in ihren Zellen auch Kombinationen zeigen.

#### Tabula Sancta

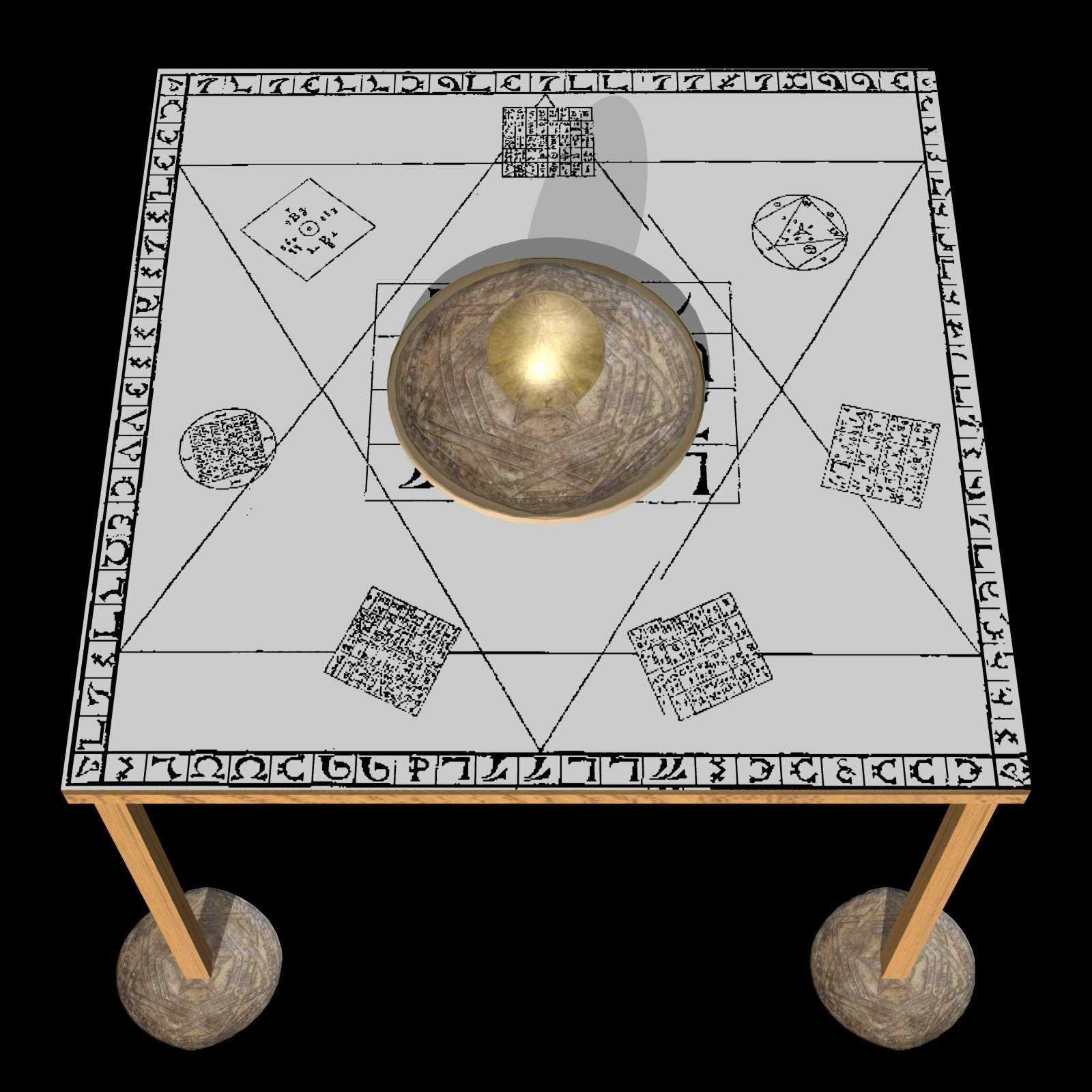
3D-Rekonstruktion der Tabula Sancta mit Sigillum Dei Æmeth und dem „Schaustein“

Für ihre Arbeiten nutzten Edward Kelley und John Dee einen „magischen Apparat“, welcher aus einer ganzen Reihe von Tafeln und Symbolen bestand. Diese Ansammlung von Symbolen wird als Tabula Sancta bezeichnet, als „Heiliger Tisch“. Der Tisch steht auf vier Füßen, welche auf je einem in eine Wachsplatte gezogenen Siegel ruhen. Zwei dieser Siegel befinden sich noch immer in der Sammlung des Britischen Museums.
Die quadratische Platte des Tisches ist umrandet von 23 mit einzelnen henochischen Buchstaben gefüllten Quadraten, wobei die Eckfelder jeweils den Buchstaben „B“ enthalten. Die davon eingegrenzte Fläche enthält ein Hexagramm, dessen nur gleichschenklige Dreiecke sich nicht ideal überlagern, wodurch der Raum im Zentrum in die Länge gezogen ist. In diesem Hexagramm befindet sich eine Tafel aus liegenden Rechtecken, welche drei Felder breit und vier Felder hoch ist. Um diese zentrale Tafel sind sieben überwiegend quadratische Tafeln angeordnet, welche den klassischen sieben Planeten zugeordnet sind. Die oberste Tafel ist dem Mond zugewiesen, entgegen dem Uhrzeigersinn folgen darauf Merkur, Venus (mit einer runden Tafel), Sonne, Mars, Jupiter und Saturn (ebenfalls mit einer runden Tafel). Aus der Tafel, welche der Sonne zugeschrieben wird, ist das henochische Siegel des Elementes Wasser abgeleitet worden.

#### Elementartafeln
Vier dieser Tafeln werden den vier Elementen zugewiesen, die sogenannten Wachtürme. Zu diesen Elementartafeln gehören dem Henochischen eigene Siegel für die vier klassischen Elemente Luft, Wasser, Erde und Feuer. Diese Tafeln messen jeweils zwölf Quadrate in der Breite und dreizehn Quadrate in der Höhe. Zusammen mit einer fünften Tafel von fünf mal vier Feldern, der dem Geist zugeschriebenen Tafel der Vereinigung, sollen diese fünf Tafeln die Welt darstellen.
Die vier Elementartafeln sind in sich unterteilt in jeweils vier Winkel. Diese „Kleinen Ecken“ sind wiederum den vier Elementen zugewiesen. Die vier Kleinen Ecken einer jeden Elementartafel werden durch drei Linien getrennt: Die von oben oder unten gezählte siebte Zeile wird „Linea Spiritus Sancti“ genannt, die siebte Spalte von rechts wird „Linea Dei Patris“ genannt, die siebte Spalte von links wird „Linea Dei Filius“ genannt. Die beiden letztgenannten werden auch als „Linea Dei Patris Filiique“ zusammengefasst.
Die vier Wachtürme und die Tafel der Vereinigung enthalten jedoch keine Worte in henochischer Sprache, sondern sollen durch ihren inneren Aufbau die göttliche Hierarchie in den vier Aspekten der Welt darstellen. Sie werden unterteilt in verschiedene Klassen von Namen, welche als Geister, Engel, Senioren, Prinzen und Könige bezeichnete Wesen beschreiben, die auf teils komplexe Weise aus den Tafeln gewonnen werden können. Die Anzahl der Buchstaben eines solchen Namens sowie die Herkunftstafel der Buchstaben weisen auf den Stand in der Hierarchie hin.
In den Kleinen Ecken der Elementartafeln finden sich jeweils sechzehn sogenannte „Dienende Felder“, über die in jeder Ecke vier „Cherubische Felder“ gesetzt sind. Aus diesen Feldern ergeben sich jeweils sechzehn Engel und vier „Cherubim“ pro Kleiner Ecke. Durch Kombination mit bestimmten Buchstaben von der Tafel der Vereinigung ergeben sich die Namen von Erzengeln bzw. Erzcherubim.
In allen Elementartafeln werden den Wesen der Kleinen Ecken dieselben grundlegenden Eigenschaften oder Zuständigkeiten zugeschrieben. John Dee beschreibt diese Zuständigkeiten wie folgt:
- In den Kleinen Luftecken wissen die Cherubim um die Verbindungen der Natur und deren Zerstörung, ebenso um die vergehenden Dinge, die Dienenden Engel hüten das Wissen um die Heilkünste und wie Krankheiten und jegliche Beschädigung des Körpers zu beheben sind.
- In den Kleinen Wasserecken wissen die Cherubim um Bewegung von Ort zu Ort, die Dienenden Engel hüten das Wissen über das Auffinden und Verwenden von Metallen sowie die Zusammensetzung und Bedeutung von Steinen.
- In den Kleinen Erdecken wissen die Cherubim um jegliche mechanische Kraft, die Dienenden Engel hüten das Wissen um Veränderung und Verpflanzung.
- In den Kleinen Feuerecken wissen die Cherubim um die Geheimnisse des menschlichen Lebens, die Dienenden Engel hüten das Wissen um die elementaren Kreaturen, ihre Arten und deren Anzahl, und wie sie in den vier Elementen platziert sind.

### Henochische Rufe
Es finden sich neunzehn Texte in der henochischen Sprache, welche auf John Dee zurückgehen. Diese werden als henochische Rufe oder Schlüssel bezeichnet. Im Hermetischen Orden der Goldenen Morgendämmerung wurden diese Rufe systematisiert und zur Arbeit mit den henochischen Tafeln verwendet.

#### Zuordnungen der Rufe zu den Tafeln
Auf die Nummerierung von John Dee bezogen ordnete der Golden Dawn die henochischen Schlüssel den Elementen bzw. den Bereichen der Schöpfung wie folgt zu:
- Die Tafel der Vereinigung wird durch den ersten Ruf geöffnet, der zweite Schlüssel führt zur Manifestation der Kräfte. Die elementaren Bestandteile in dieser Tafel werden durch die Rufe drei (Luft), vier (Wasser), fünf (Erde) und sechs (Feuer) angesprochen.

- Die der Luft zugewiesene Tafel wird durch den dritten Ruf geöffnet, die enthaltenen Unterelemente werden durch den siebten Ruf (Wasser der Luft), den achten Ruf (Erde der Luft) und den neunten Ruf (Feuer der Luft) angesprochen.

- Die dem Wasser zugewiesene Tafel wird durch den vierten Ruf geöffnet, die enthaltenen Unterelemente werden durch den zehnten Ruf (Luft des Wassers), den elften Ruf (Erde des Wassers) und den zwölften Ruf (Feuer des Wassers) angesprochen.

- Die der Erde zugewiesene Tafel wird durch den fünften Ruf geöffnet, die enthaltenen Unterelemente werden durch den dreizehnten Ruf (Luft der Erde), den vierzehnten Ruf (Wasser der Erde) und den fünfzehnten Ruf (Feuer der Erde) angesprochen.

- Die dem Feuer zugewiesene Tafel wird durch den sechsten Ruf geöffnet, die enthaltenen Unterelemente werden durch den sechzehnten Ruf (Luft des Feuers), den siebzehnten Ruf (Wasser des Feuers) und den achtzehnten Ruf (Erde des Feuers) angesprochen.

- Der neunzehnte Ruf richtet sich an die 30 Aethyre.

Da dem neunzehnten Ruf in seinen dreißig Varianten jeweils unterschiedliche Bedeutungen zugeschrieben werden, werden auch häufig insgesamt achtundvierzig Rufe gezählt. Dazu soll es noch einen neunundvierzigsten Ruf geben, welcher sich direkt auf Gott bezieht und nicht von Menschen verstanden werden soll.

#### Aethyre
Der Ruf der Aethyre ist der längste der henochischen Schlüssel und wird an einer Stelle um jeweils drei Buchstaben verändert, um den gewünschten Aethyr anzurufen. Über die Aethyre findet sich in Dees Aufzeichnungen nur spärliche Information, dementsprechend unterschiedlich fallen die Ansätze aus, mit denen diese Aethyre bearbeitet und betrachtet werden. Dabei soll der dreißigste Aethyr am weitesten von Gott entfernt sein, der erste Aethyr ist ihm dann am nächsten. Gleichzeitig sollen sie mit den vier Wachtürmen und somit mit den vier Elementen verbunden sein. Den Aethyren stehen jeweils drei Gouverneure vor, dem Aethyr mit der Nummer 30 stehen ihrer vier vor. Von diesen Gouverneuren schrieb Dee, es würde jeder von ihnen über einen „Teil der Welt“ gebieten. Die Namen der Gouverneure sind in Form von Siegeln in den vier Wachtürmen und der Tafel der Vereinigung verborgen, ihre Namen bestehen aus jeweils sieben Buchstaben.

#### Beispiel zur Aussprache
Die Aussprache des Henochischen variiert abhängig von der Tradition, in der sie angewendet wird. John Dee schrieb in seinen Aufzeichnungen, die aneinandergereihten Konsonanten sollten durch davorgestellte Vokale aussprechbar gemacht werden. Eine Besonderheit des Henochischen ist die Aussprache des „Z“ als „ZOD“, in Anlehnung an das griechische „Zeta“. Der Golden Dawn nutzte dazu ein von den hebräischen Buchstaben abgeleitetes kabbalistisches System. Es finden sich auch Ansätze, welche versuchen, die Sprache so auszusprechen, wie sie geschrieben wird.
Die verbreiteten Übersetzungen der Texte basieren auf den Übersetzungen, welche John Dee und Edward Kelley mehrere Wochen nach den henochischen Texten von denselben Engeln übermittelt worden sein sollen. Aufgrund des geringen Umfangs der Texte und damit sowohl des bekannten Vokabulars als auch der grammatikalischen Struktur der Sprache ist eine wissenschaftliche Analyse der Sprache nur stark begrenzt möglich. Zumeist werden zu Versuchen einer Analyse mystische Interpretationen verwendet.
Textbeispiel: (erster Ruf, erster Satz)
Ol sonf vorsag, goho iad balt, lonsh calz vonpho.
Aussprache: (nach Golden Dawn)
Ol sonuf vaoresadji, goho IAD balata, elonusahe caelazod vaonupeho.
Übersetzung: (nach John Dee und Edward Kelley)
I reign over ye, saith the God of Justice, in Power exalted above the Firmament of Wrath.
Ich regiere über euch, sagt der Gott der Gerechtigkeit, in Kraft erhoben über das Firmament des Zorns.

### Übersicht

#### Primärquellen
In der folgenden Tabelle sind alle bekannten Manuskripte vollständig aufgeführt.
| Abk. | Titel                                                                                              | Referenz                      | Jahr            | Publikation                 | Typ                   | Periode |
| ---- | -------------------------------------------------------------------------------------------------- | ----------------------------- | --------------- | --------------------------- | --------------------- | ------- |
| LM   | Liber Mysteriorum I–V & Appendix                                                                   | Sloane Ms. 3188               | 1581–1583       | Peterson 2003               | spirituelles Tagebuch | 1-2     |
| LL   | Liber Mysteriorum sextus et sanctus; Liber Loagaeth                                                | Sloane Ms. 3189               | 1583            | Digitalisat                 | spirituelles Tagebuch | 2       |
| TFR  | A True and Faithful Relation (of What passed for many Years Between Dr. John Dee and some Spirits) | Appendix Ms. XVLI, part 1 & 2 | 1583–1587, 1607 | Casaubon 1659, Skinner 2012 | spirituelles Tagebuch | 2-3     |
| CA   | 48 Claves Angelicæ                                                                                 | Sloane Ms. 3191               | 1584            | Laycock 1994                | spirituelles Tagebuch | 3       |
| LS   | Liber Scientiæ, Auxilii, et Victoriæ Terrestris                                                    | Sloane Ms. 3191               | 1585            | Sothis 1977                 | spirituelles Tagebuch | 3       |
| HM   | De Heptarchia Mystica                                                                              | Sloane Ms. 3191               | 1585            | Turner 1986                 | Grimoire              | 1       |
| TB   | Tabula bonorum angelorum invocationes                                                              | Sloane Ms. 3191               | 1585            | Turner 1989                 | Grimoire              | 1       |
| FL   | Præfatio Latina in actionem                                                                        | Ashmole Ms. 1790 I            | 1586            | Josten 1965                 | spirituelles Tagebuch | 3       |
| CHM  | Compendium Heptarchiæ Mysticæ                                                                      | Additional Ms. 36674          | 1588            | Transkript                  | Grimoire              | 1       |

Drei Schaffensperioden

Die 3 Henochischen Perioden

Obwohl alle oben gelisteten Manuskripte im Allgemeinen als „henochisch“ bezeichnet werden, lassen sich diese bei näherer Betrachtung in 3 Schaffensperioden differenzieren. Dies dient nicht nur der thematischen Übersichtlichkeit, sondern hat auch schlicht mit der an den Tag gelegten Arbeitsweise zu tun: Auf intensive Arbeitsphasen, in denen teilweise Marathonsitzungen im Akkord stattfanden, folgten Zeiträume ohne nennenswerte Aktivitäten.
1. Heptarchische Mystik
2. Loagaeth
3. Henochisch

Ausklammerungen
- Die in Liber Mysteriorum Primus enthaltene erste Sitzung „Actio Saulina“[5] fand noch mit Barnabas Saul als Medium statt. Sie gehört damit eigentlich nicht zum Henochischen im engeren Sinn. Sie beinhaltet aber eine gewisse Relevanz, da in dieser Sitzung vom Engel Annael ein neuer Seher für Dee prophezeit wurde, der später tatsächlich als Edward Kelley in Erscheinung trat.

- Die am Ende der Kompilation A True and Faithful Relation (…) enthaltenen Aufzeichnungen aus dem Jahr 1607 fanden mit dem Medium Bartholomew Hickman statt. Sie stehen in keinem Zusammenhang mit dem Henochischen.

- De Heptarchia Mystica, Tabula bonorum angelorum invocationes und Compendium Heptarchiæ Mysticæ sind drei Grimoires, die sich Dee zum persönlichen Gebrauch zusammenstellte. Sie enthalten kein neues henochisches Material, sondern sind aus den spirituellen Tagebüchern zusammengeschrieben und allenfalls mit zusätzlichen Anmerkungen Dees versehen.

#### Chronologie
Hier findet sich die henochische Entwicklung in ihrer chronologischen Abfolge. Neben dem lateinischen Namen des Manuskripts steht der jeweils umfasste Zeitraum in Klammern angegeben. Die in einem kurzen Absatz beigefügte Inhaltsangabe kann aufgrund der Fülle des Materials nur unvollständig verbleiben.
| Liber Mysteriorum Primus (22. Dezember 1581 bis 15. März 1582) |
| --- |
| Die ersten Arbeiten von John Dee sind in diesem Manuskript beschrieben. Es enthält zunächst zwei Gebete, dazwischen eine kurze Notiz von Dee über die vier Erzengel (Michael, Gabriel, Raphael, Uriel) und den Engel Annael. Danach wird der Heilige Tisch beschrieben, auf dem das Sigillum Dei ruht. Außerdem der magische PELE-Wunderring mit dem bereits Salomon alle Mirakel, heiligen Werke und Wunder vollbrachte. In diesem Manuskript wird auch jenes mysteriöse Buch Soyga (Aldaraia Sive Soyga Vocor) mehrmals erwähnt, das Dee vergeblich zu entschlüsseln suchte. |
| Liber Mysteriorum Secundus (1?. März 1582 bis 21. März 1582) |
| Die Beschreibung der Engel zur Konstruktion vom Sigillum Dei. |
| Liber Mysteriorum Tertius (28. April 1582 bis 4. Mai 1582) |
| In diesem Manuskript sind die sieben Banner der Schöpfung dargestellt, sieben komplexe Talismane, welche für den Heiligen Tisch bestimmt sind. Als Nächstes folgt die Tafel der 49 guten Engeln, zuständig für alle konkret weltlichen Angelegenheiten. Zuletzt finden sich noch mehrere niedergeschriebene Visionen. |
| Liber Mysteriorum Quartus (15. November 1582 bis 21. November 1582) |
| Dieses Manuskript setzt die Darstellung der Heptarchia Mystica fort, die im vorhergehenden Buch begonnen wurde. Die Namen der sieben Könige und ihre sieben Prinzen mit ihren 42 Ministern sind darin aufgeführt. In der Sitzung vom 21. November 1582 erhält Dee von einem Engel einen neuen „Schaustein“. Siehe auch: Überlieferte Besitztümer Dees |
| Liber Mysteriorum Quintus (23. März 1583 bis 18. April 1583) |
| Die Enthüllung des Henochischen Alphabets und der Protohenochischen Tafeln, die im Loagaeth-Buch fortgesetzt werden. |
| Quinti Libri Mysteriorum Appendix (20. April 1583 bis 23. Mai 1583) |
| Hierin wird die Tabula Sancta genau beschrieben, außerdem der Character/Lamen of Dignification. Dee hat 28 Detailfragen vorbereitet, die sich im Laufe der Zeit angesammelt hatten, und nun vom Erzengel Uriel beantwortet werden. |

## Rezeption

### Nachlass

#### Méric Casaubon
Nach Dees Ableben wurde seine Bibliothek an Robert Bruce Cotton verkauft, der auch einige von Dees magischen Gerätschaften erwarb. Die in der Bibliothek enthaltenen henochischen Tagebücher deckten den Zeitraum vom 28. Mai 1583 bis 2. April 1587 ab sowie eine kurze Spanne im Jahr 1607. Cottons Sohn übergab die Manuskripte später dem Gelehrten Méric Casaubon, der sie schließlich 1659 in einer von ihm edierten Kompilation unter dem Titel A True and Faithful Relation (of What passed for many Years Between Dr. John Dee and some Spirits) veröffentlichte.

#### Elias Ashmole
Die restlichen Aufzeichnungen über John Dees spirituelle Sitzungen waren eine Zeit lang verschollen, da Dee sie im Geheimfach einer Kiste versteckte. 1662 wurden sie durch einen Zufall wiederentdeckt, um 1672 in die Hände von Elias Ashmole zu gelangen. Nach Ashmoles Angabe war etwa die Hälfte der Unterlagen zerstört oder nicht mehr zu entziffern, die Aufzeichnungen über die Arbeiten von Dee in den Jahren von 1581 bis 1585 waren ihm und der Nachwelt jedoch erhalten geblieben:

„Sei daran erinnert, dass ich am 20. August 1672 durch die Hände meines Dieners Samuell Story ein Paket von Doktor Dees Manuskripten erhielt, alle in seiner eigenen Handschrift; z. B.: seine Konferenzen mit Engeln, welche zuerst begannen am 22. Dezember 1581. Und weitergingen bis Ende Mai 1583, woran das gedruckte Buch von den übrigen Konferenzen (veröffentlicht durch Doktor Casaubon) beginnt, und in diesem Band zusammengefasst sind.
All dies, wurde ein paar Tage zuvor an meinen genannten Diener geliefert, für mich zur Einsichtnahme (ich befand mich gerade im Hause von William Lillies bei Hersam in Surrey), durch meinen guten Freund Thomas Wale, einem der Wächter seiner Majestät im Tower von London.
Am 5. September kam Herr Wale anschließend (als er von meiner Rückkehr in die Stadt hörte) in mein Büro im Steueramt in der Broadstreet, und sagte mir er wäre einverstanden die vorgenannten Bücher einzutauschen für eines meiner, nämlich: The Institution Lawes & Ceremonies of the most Noble Order of the Garter, und dem stimmte ich zu, und lieferte eines, welches ich ihm ordentlich gebunden sendete, mit Goldbuchstaben am Buchrücken.
Am 10. des genannten Septembers kam Hr. Wale wieder dahin, und brachte seine Frau mit ihm, von ihr erhielt ich folgenden Bericht über den Weg den diese Bücher genommen hatten, bevor sie in meine Hände gelangten, nämlich: das ihr voriger Ehemann ein gewisser Hr. Jones Konditor war, der zuvor am Acker in Lubardstreet London wohnte, und welcher, kurz nach ihrer Heirat, sie mitnahm in die Adle Street zu den Schreinern, um einiges an Haushaltswaren zu kaufen, wo sie (am Eckhaus) eine Truhe aus Zedernholz etwa eineinhalb Yard lang, deren Schloss und Scharnieren mit außergewöhnlich eleganter Verarbeitung, sie zum Kauf einlud. Der Geschäftsinhaber sagte ihnen, es wäre ein Teil von den Waren eines gewissen John Woodall, Wundarzt (Vater von Thomas Woodall, später dienender Wundarzt zu seiner jetzigen Majestät König Karl II. (mein vertraulicher Freund) und dies kaufte er sehr wahrscheinlich nach Doktor Dees Tod, als seine Hinterlassenschaften zum Verkauf standen.
20 Jahre danach (und etwa 4 Jahre vor dem fatalen Feuer von London) dachten sie und ihr Ehemann, beim gelegentlichen Bewegen der Truhe von ihrem üblichen Platz, sie hätten ein loses Klappern darin gehört, rechterhand zum Ende hin, unter der Kiste oder Kassette davon, und nachdem sie es schüttelten, waren sie vollends davon überzeugt, das es so war: hierauf schob ihr Ehemann ein Stück aus Eisen in eine kleine Spalte am Boden der Truhe, und daraufhin erschien eine verstecke Privatlade, welche herausgezogen wurde, und darin befanden sich diverse Bücher in Manuskriptform, und Papiere, zusammen mit einer kleinen Box, darin ein Kranz aus Olivenkernen, mit einem Kreuz aus demselben Holz am Ende desselbigen hängend.
Sie machten keine große Sache aus diesen Büchern usw., weil sie sie nicht verstehen konnten; was ihrem Dienstmädchen Gelegenheit dazu gab, etwa die Hälfte davon zu verschwenden unter Torten und ähnlichen anderen Verwendungszwecken, was, als es entdeckt wurde, dazu führte, dass sie den Rest sicherer aufbewahrten.
Etwa 2 Jahre nach der Entdeckung dieser Bücher starb Mr. Jones; und als das Feuer von London passierte, ging die Kiste in den Flammen verloren, da sie nicht leicht bewegt werden konnte, jedoch die Bücher waren herausgenommen worden und weggebracht mit dem Rest von Frau Jones ihren Gütern nach Moorefields, und sicher zurückgebracht worden, gab sie darauf acht sie zu erhalten; und nach der Heirat mit Mr. Wale, kam er zu dem Wissen über diese Bücher und daraufhin, mit ihrer Zustimmung, sendete er sie mir, wie ich bereits zuvor darlegte.“

Die Sammlung von Elias Ashmole ging in den Besitz des Britischen Museums über.

#### Sloane Mss. 3624–3628
Die Sloane-Manuskripte 3624–3628 (5 Bände) beinhalten die Aufzeichnungen einer Gruppierung, die über einen Zeitraum von 17 Jahren (24. Juli 1671 bis 18. Dezember 1688) zusammentraf, um mithilfe eines Kristalls Kontakt zu den henochischen Engeln aufzunehmen. In der Gruppe übernahm ein „E. R[orbon]“ die Rolle des Mediums. Die Rolle des Schreibers hatte ein „R. O.“ inne, der die ihm vom Medium mitgeteilten Wahrnehmungen aufschrieb. Ein drittes Gruppenmitglied wird in den Journalen als „E. C.“, oder gelegentlich auch als „Brother Collings“, genannt. Hauptanliegen der Gruppe an die Engel war den Journalen zufolge, ihr eigenes finanzielle Auslangen, und es gab ein großes Interesse an der Hebung von vergrabenen Schätzen. Über diese Journale ist bislang wenig bekannt.

### Ordensarbeiten

#### Golden Dawn
Ende des 19. Jahrhunderts erlangte ein Teil von John Dees Aufzeichnungen die Aufmerksamkeit der Gründer des Hermetischen Orden der Goldenen Dämmerung, welche das System als magisch verstanden und ein Einweihungssystem darum konzipierten. Die Fragmente in henochischer Sprache wurden als Formeln zur Beschwörung interpretiert, und durch den Golden Dawn unter anderem um Elemente aus der ägyptischen Mythologie bereichert.

##### Im Gründungsdokument

Cipher Manuscript fol. 47

Henochisches Material findet sich beim Golden Dawn bereits im sogenannten Cipher Manuscript. So ist auf Blatt 47 in der Mitte der oberen Hälfte deutlich die henochische Tafel der Vereinigung (dort als „Union Tablet of the Elemental Tablets“ bezeichnet) zu sehen. Beim Cipher Manuscript handelt es sich um ein verschlüsseltes (es wurde ein Code-Alphabet aus dem Buch Polygraphia des deutschen Abts Trithemius verwendet) und vermeintlich authentisches Manuskript, auf dem die gesamte Gründungslegende des Golden Dawn-Ordens basierte und seine tradierte Abstammung als echter Rosenkreuzer-Orden hergeleitet wurde.

##### Henochisches Schach
Eine weitere Besonderheit des Golden Dawn war der Gebrauch eines Schachspiels, welches auf den Elementartafeln des henochischen Systems aufbaute. Aus den vier Kleinen Ecken der Tafeln werden jeweils sechzehn Felder genommen (die sogenannten „Dienenden Felder“), um für jedes Element ein Spielfeld zu erhalten.
Das Spiel erinnert in seinen Regeln an die Vorläufer des Schach wie Chaturanga. Es wird von bis zu vier Spielern gespielt, jeder steht an einer Seite des Feldes und baut seine Figuren in einer der Ecken auf. Dabei gibt es unterschiedliche Möglichkeiten, die Figuren zu Beginn einer Partie aufzustellen, abhängig von dem gewählten Spielfeld. Das Spiel und die Figuren orientieren sich in vielen Details an den Lehren des Golden Dawn, so ist jede Figur, einschließlich der Bauern, einem ägyptischen Gott zugeschrieben. Die Bauern entsprechen jedoch bei jeder Farbe denselben Gottheiten (Horussöhne) die Offiziere Läufer, Springer, Turm, Dame und König entsprechen bei jeder Farbe anderen Gottheiten.
Im Golden Dawn wurde diese Variante des Schach ritualisiert und für die Divination verwendet. William Butler Yeats beschreibt eine solche Arbeit in seinen Memoiren.

##### Stellenwert
Die Wiederentdeckung des Henochischen durch den Golden Dawn trug jedenfalls im erheblichen Maße zur heutigen Bekanntheit im modernen Okkultismus bei.
Henochisch ist als magisches System schwierig zu rekonstruieren anhand der originalen Sloane-Manuskripte, aber gegenwärtige okkulte Organisationen haben den Versuch unternommen, es dennoch nutzbar zu machen. Der Golden Dawn war der erste dieser Orden, aber sein Ausgangsmaterial war lediglich ein Teil von Dees Tagebüchern, und die zusätzlichen planetaren, elementaren oder den Tierkreiszeichen zugehörigen Zuordnungen sind unbegründet. Die Organisationen, welche die Tradition des Golden Dawn weiterführen, sind sich uneins über den Stellenwert des Henochischen.

#### Astrum Argenteum
Die Arbeit mit den Aethyren wurde von Aleister Crowley in seinem Buch Liber CDXVIII: The Vision and the Voice beschrieben. Der von Crowley verfolgte Ansatz ist durch dieses Buch dokumentiert und wird vom größten Teil seiner Anhänger als maßgeblich angesehen. Es finden sich aber auch andere Arten der Arbeit mit diesen Konzepten.
Angeblich in den Jahren 1910–1914 machte Aleister Crowley 15 Aufnahmen mit Edison-Wachswalzen, auf denen er unter anderem den ersten und den zweiten henochischen Ruf rezitierte. Diese sogenannten Wachszylinder-Aufnahmen (englisch wax cylinder recordings) wurden irgendwann im Laufe der Zeit auf 78-rpm-Lack-Dubplates überspielt, und 1986 in einer limitierten Auflage von Current 93 auf LP veröffentlicht. Es folgten Veröffentlichungen auf CD von verschiedenen Labels. Die Qualität der Aufnahmen sind zwar dem Originaltonträger und Alter entsprechend, lassen aber Crowleys Aussprache dieser beiden henochischen Rufe erahnen.

#### Builders of the Adytum
Die Builders of the Adytum (BOTA) lehnen das vom Golden Dawn adaptierte henochische System kategorisch ab und versuchen aktiv seine Verbreitung zu behindern.
Der Gründer der BOTA, Paul Foster Case, schrieb am 15. Jänner 1933 einen Brief an Israel Regardie. Darin erläuterte er die unterschwelligen Gefahren, der im Golden Dawn praktizierten henochischen Magie. Er sprach dem Henochischen jegliche tragende Eigenschaft in den Golden-Dawn-Ritualen ab. Sämtliche dieser Ordensrituale könnten genauso präzise ohne Henochisch durchgeführt werden, hierbei stützte er sich auf eigene Erfahrungen über einen Zeitraum von sieben Jahren. Case beschränkte sich aber nicht nur auf den zeremonialmagischen Aspekt des Henochischen im Golden Dawn. Vielmehr sah er sich auf der sichereren Seite, alles Henochische, das ja einer als dubios verdächtigten Quelle entstamme, aus seiner Magie rauszuhalten.
In einem weiteren Brief vom 10. August 1933 meldete Case bei Regardie unter anderem folgende Kritikpunkte an:
- dass es weitestgehend aus Kelley als Medium hervorging.
- dass die Tafeln Teil eines Theaters waren, in dem Kelley Dee davon überzeugen wollte, sie wären die Strippenzieher eines neuen europäisch-politischen Ordens, der den damals regierenden Königreichen nachfolgen würde.
- dass derselbe Engel, der die Tafeln diktierte, auch verlangte, dass Kelley und Dee alles gemeinsam haben sollten, einschließlich ihrer Ehefrauen.
- dass das gesamte Projekt zu demselben schmachvollen Ende kam, welches von menschlichen Bemühungen, die auf Versprechungen von Geistern basierten, zu erwarten war.
- dass es keinen triftigen Grund gebe, anzunehmen, dass Kelley und Dee, oder ihre Unternehmung, geschweige denn ihre Magie, mit irgendetwas korrespondiert, das mit Rosenkreuzertum zu tun hat.[Anm. 9]
- dass ihm mehr als fünfundzwanzig Fälle persönlich bekannt wären, bei denen die Ausführung der magischen Operationen basierend auf den Ordensformeln zu ernstzunehmenden Zusammenbrüchen von Geist und Körper führten.

Seinen letzten Punkt weiter ausführend, zugleich argumentativ an seinen vorherigen Brief anknüpfend, bekundete Case seine Sorge über jene, die auf die Golden-Dawn-Ordensformeln bauen würden, und durch die Anwendung der selbigen auf ihre eigenen Kosten lernen müssten – dann jedoch vielleicht zu spät –, dass es weitaus mehr in der Magie gibt, als Ergebnisse zu erreichen. Case benannte hierbei Aleister Crowley als möglicherweise bekanntestes Beispiel der unglücklichen Konsequenzen derartiger magischen Operationen.

#### Order of the Cubic Stone
Ebenfalls unglücklich mit dem henochischen Golden Dawn-Material war der 1963 in Wolverhampton (England) von Theodore Howard, David Edwards und Robert Turner gegründete Order of the Cubic Stone (O.C.S.), der sich in der Erforschung der henochischen Magie auf die Aufzeichnungen Dees beschränkte, da die Modifikationen durch den Golden Dawn den Mitgliedern des O.C.S. zu ungenau erschienen. Der Orden wurde 1991 für „ruhend“ erklärt, nachdem der Ordensleiter Robert Turner Opfer eines tätlichen Angriffs wurde. Es gab die offizielle Ordenspublikation The Monolith, die zumeist halbjährlich erschien. Ansonsten arbeitete der Orden dezentral im ganzen Land und besaß auch kein zentrales Archiv.

#### Church of Satan
Der Begründer der Church of Satan (CoS), Anton Szandor LaVey, gebrauchte die henochischen Schlüssel in modifizierter Form in seiner Satanic Bible. Dabei ging LaVey ziemlich inkonsequent vor: während er die englischen Übersetzungen kosmetisch und inhaltlich fast vollständig seinen Zwecken anpasste, beließ er die henochischen Schlüssel nahezu gänzlich im Original, änderte nur hier und da ein paar Worte. Auf die komplexen Hintergründe verzichtete LaVey völlig, da die so entstellten henochischen Schlüssel in der Church of Satan nicht zu magischen Zwecken verwendet werden, sondern um einen befremdenden Effekt (Psychodrama) im Ritual zu erzeugen.

### Zusammenfassung
Das Henochische System ist schwer vergleichbar mit den verschiedenen magischen Strömungen, damals wie heute.
Eine einheitliche Interpretation der „henochischen“ Aufzeichnungen Dees gibt es bislang nicht. Die Ansätze sind teilweise traditionalistisch, teilweise sehr individuell. Dementsprechend findet sich das Henochische auch in chaosmagischen Kreisen. Ein weiterer Ansatz wird als „Henochischer Schamanismus“ bezeichnet.